# Канадская милиция
Кана́дская мили́ция (англ. Canadian Militia, фр. Milice canadienne) — традиционное название сухопутных войск Канады с периода до Конфедерации 1867 года по 1940 год, когда они стали называться Канадской армией.
Милиция состояла из:
- Постоянной действующей милиции
- Непостоянной действующей милиции

В 1940 году постоянная часть стала называться Канадская армия (действующая), а непостоянная — Канадская армия (резерв). После Второй мировой войны оба подразделения были переименованы, соответственно, в Действующие вооружённые силы канадской армии, или Канадскую армию (регулярную), и Резерв канадской армии.
В 1950-е годы резерв снова получил название «милиция», которое осталось как неофициальное обозначение солдат сухопутных войск Канадских вооружённых сил, занятых неполное рабочее время.
В 1968 году при объединении Канадских вооружённых сил армия была реорганизована в Мобильное командование вооружённых сил (а милиция — в Мобильное командование вооружённых сил (резерв)).